# Yae
Yae（やえ、1975年12月14日 - ）は、日本のシンガーソングライターである。

## 人物
藤本敏夫と加藤登紀子夫妻の次女として1975年に東京都で生まれる。1995年に音楽劇『コルチャック先生』で俳優として活動する。
1999年頃からシンガーソングライターとして活動し、「別れの曲」がCMソングに採用され、2001年6月にポニーキャニオン系列 Leafage レーベルからアルバム『new Aeon』を発売し、2001年11月に発売した『風のみち』がテレビ朝日系「素敵な宇宙船地球号」のエンディングテーマに採用される。以後CDを発売する。
2011年1月から福島県飯館村「までい大使」、2018年3月からアクティビストチーム「MOTHER EARTH」の一員として環境省「つなげよう、支えよう森里川海プロジェクト」アンバサダー、それぞれを務める。

## 鴨川自然王国
藤本敏夫が創設した『鴨川自然王国』の活動に参加して半農半歌手と紹介される。2007年4月8日から12月16日までNHKの『産地発!たべもの一直線』にレギュラー出演する。

## ディスコグラフィー
シングル
- 風のみち CD:PCCA-01602、2001年11月21日発売
- 名もなき君へ CD:PCCA-70052、2003年10月16日発売
- あいをよる おもいをつむぐ CD:ENRE-001、2010年4月21日発売
- 名も知らぬ花のように CD:ENRE-002、2011年発売
- Smile ソニー・ミュージックダイレクト、2020年6月28日配信開始
- HOME 2024年5月23日発売

フルアルバム
- New aeon CD:PCCA-01538、2001年6月20日発売
- Blue Line CD:PCCA-01840、2003年1月16日発売
- Yae - flowing to the sky - CD:PCCA-1976、2004年2月18日発売
- aloha nui CD:PCCA-02063、2004年7月14日発売
- Yae Live CD:UENJ-002、2006年9月30日発売
- Yae10 CD:73157-2、2011年4月1日発売
- alive 〜今ここに生きている〜 CD:ENRE-003、2016年4月1日発売
- Yae 20th New Album 「On the Border」CD:MHCL-2852 ソニー・ミュージックダイレクト、2020年10月7日発売
- 80億の祈り CD：KYRC-0001、2023年10月8日先行発売、同年11月1日全国配信リリース

ミニアルバム
- カゼノネ CD:PCCA-01915、2003年7月30日発売
- 恋の三部作 UENJ-0001、2005年6月21日発売

## 商業活動
- blasa／「風の道」所収 - 『神鵰侠侶 コンドルヒーロー』 エンディングテーマ
- 恋の花／「Blue Line」所収 - キッコーマンCMソング、2003年6月
- カゼノネ - 『ファイナルファンタジー クリスタルクロニクル』 主題歌
- 流象天遊／番組オリジナルサウンドトラック所収 - 『美しき日本 百の風景』 主題歌
- 名もなき君へ - 『みんなのうた』2003年10月 - 11月
- 新生、歌 - 『NITABOH 仁太坊-津軽三味線始祖外聞』 主題歌・挿入歌[6]
- 名も知らぬ花のように - TBSスペシャルドラマ『レッドクロス〜女たちの赤紙〜』 挿入歌、2015年
- カゼノネ - ファイナルファンタジー・クリスタルクロニクル・リマスター 主題歌、2020年
- 星月夜 - ファイナルファンタジー・クリスタルクロニクル・リマスター 挿入歌、2020年
- ゲームソフト「ファイナルファンタジー・クリスタルクロニクル」ナレーション、2020年
- あたらしい未来 - Yaeがアート引越センターWEBアニメーションムービーエンディングテーマ曲、2021年
- 酒は大関 - 大関イメージCM「歳月を重ねて、未来を醸す。」篇、2021年